# چیس (پنسیلوانیا)
چیس (به انگلیسی: Chase) یک منطقهٔ مسکونی در ایالات متحده آمریکا است که در شهرستان لوزرن، پنسیلوانیا واقع شده‌است. چیس ۵٫۹ کیلومتر مربع مساحت و ۹۷۸ نفر جمعیت دارد.